# Charles Dufresne

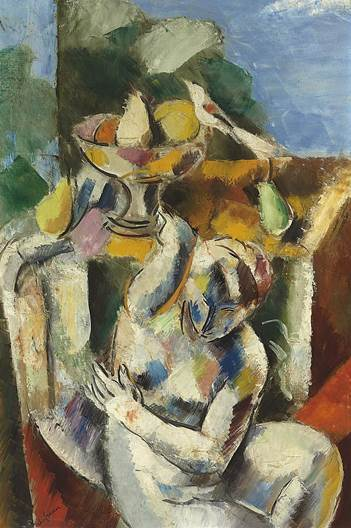
Naga kobieta z martwą naturą

Charles Dufresne (ur. 23 listopada 1876 w Millemont, zm. 8 sierpnia 1938 w La Seyne-sur-Mer) – francuski malarz i grafik.

## Życiorys
Początkowo uczył się komercyjnego grawerstwa, studiował grawerunek medali w École des Beaux-Arts w Paryżu, jednak później zajął się malarstwem. Wystawy jego obrazów odbywały się regularnie od 1899. W 1910 otrzymał nagrodę Prix de l’Afrique du Nord i następne dwa lata spędził w Algierii. Pozostawał pod wpływem fowizmu i kubizmu. Malował kompozycje figuralne, portrety i pejzaże, tworzył też malunki ścienne, m.in. w Palais Chaillot (1937) i École de Pharmacie w Paryżu (1938). Poza tym tworzył dekoracje teatralne i projekty tapiserii.